# Strmilov
Strmilov (en allemand : Tremles) est une ville du district de Jindřichův Hradec, dans la région de Bohême-du-Sud, en République tchèque. Sa population s'élevait à 1 440 habitants en 2020.

## Géographie
Strmilov se trouve à 15 km à l'est de Jindřichův Hradec, à 57 km à l'est-nord-est de České Budějovice et à 116 km au sud-est de Prague.
La commune est limitée par Bednáreček, Popelín et Bořetín au nord, par Zahrádky, Horní Meziříčko et Studená à l'est, par Kunžak et Střížovice au sud, et par Nová Olešná et Bednárec à l'ouest.

## Histoire
La première mention écrite de la localité date de 1255.

## Galerie

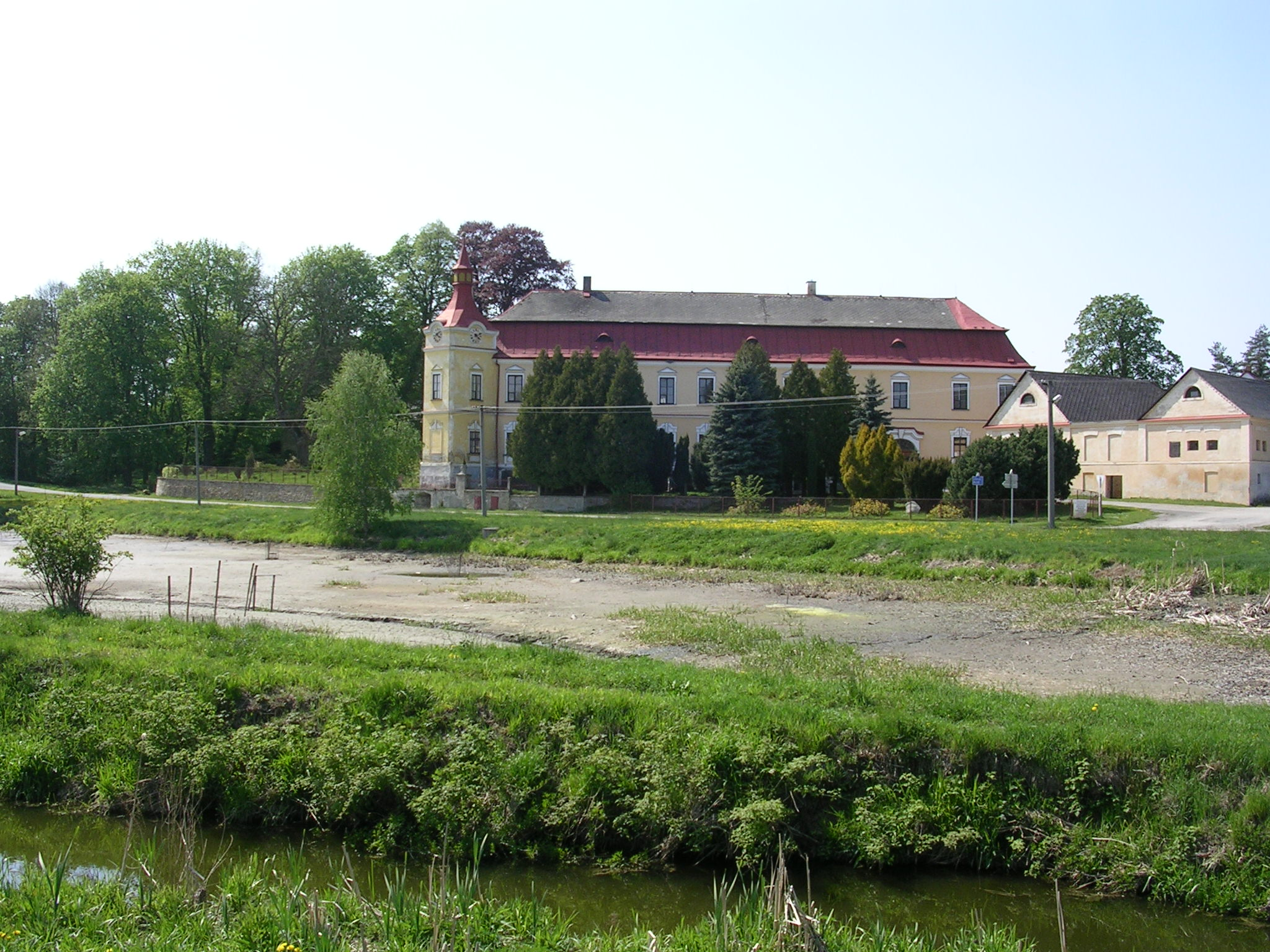
Château de Česká Olešná.
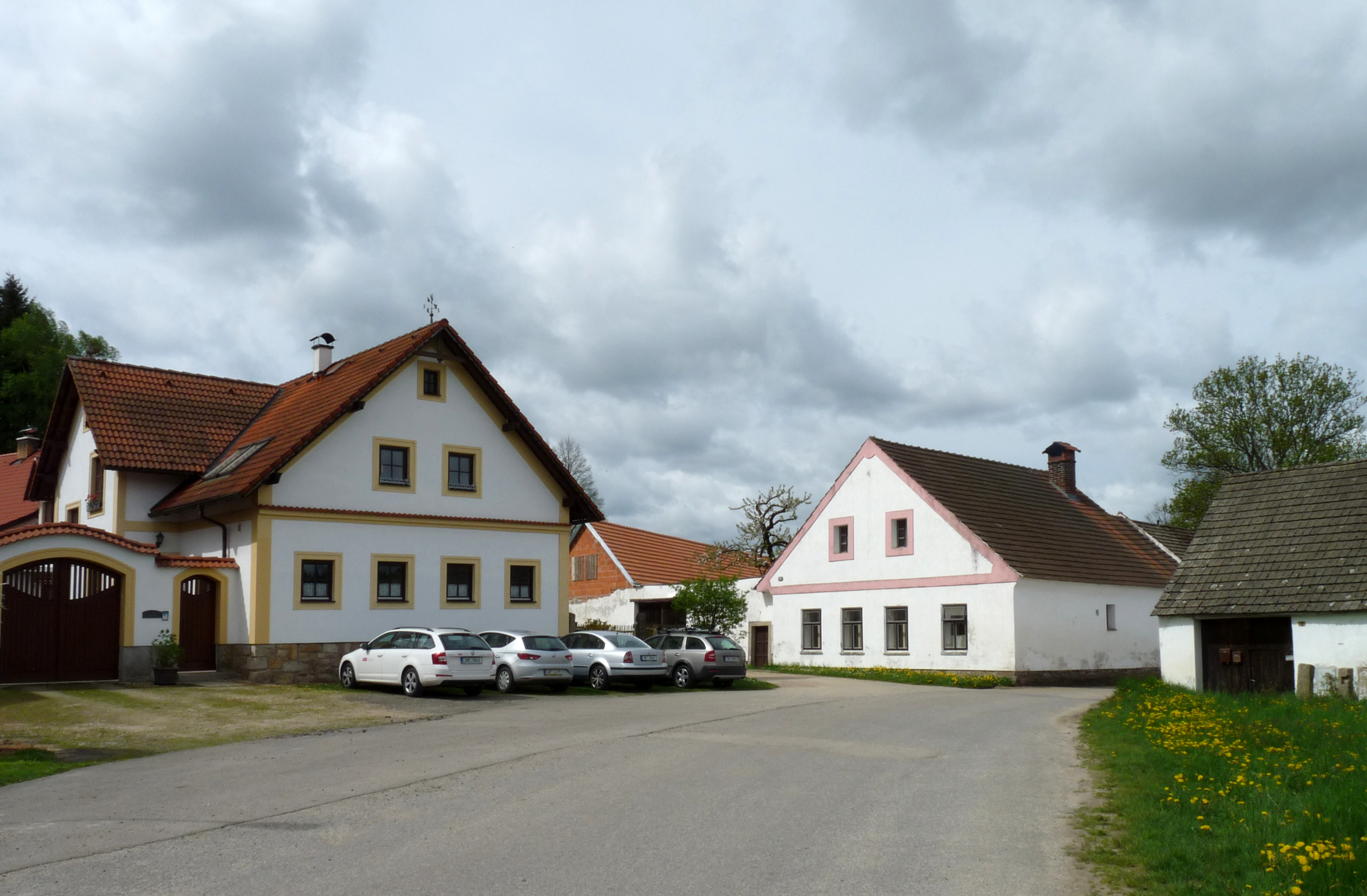
Hameau de Leština.

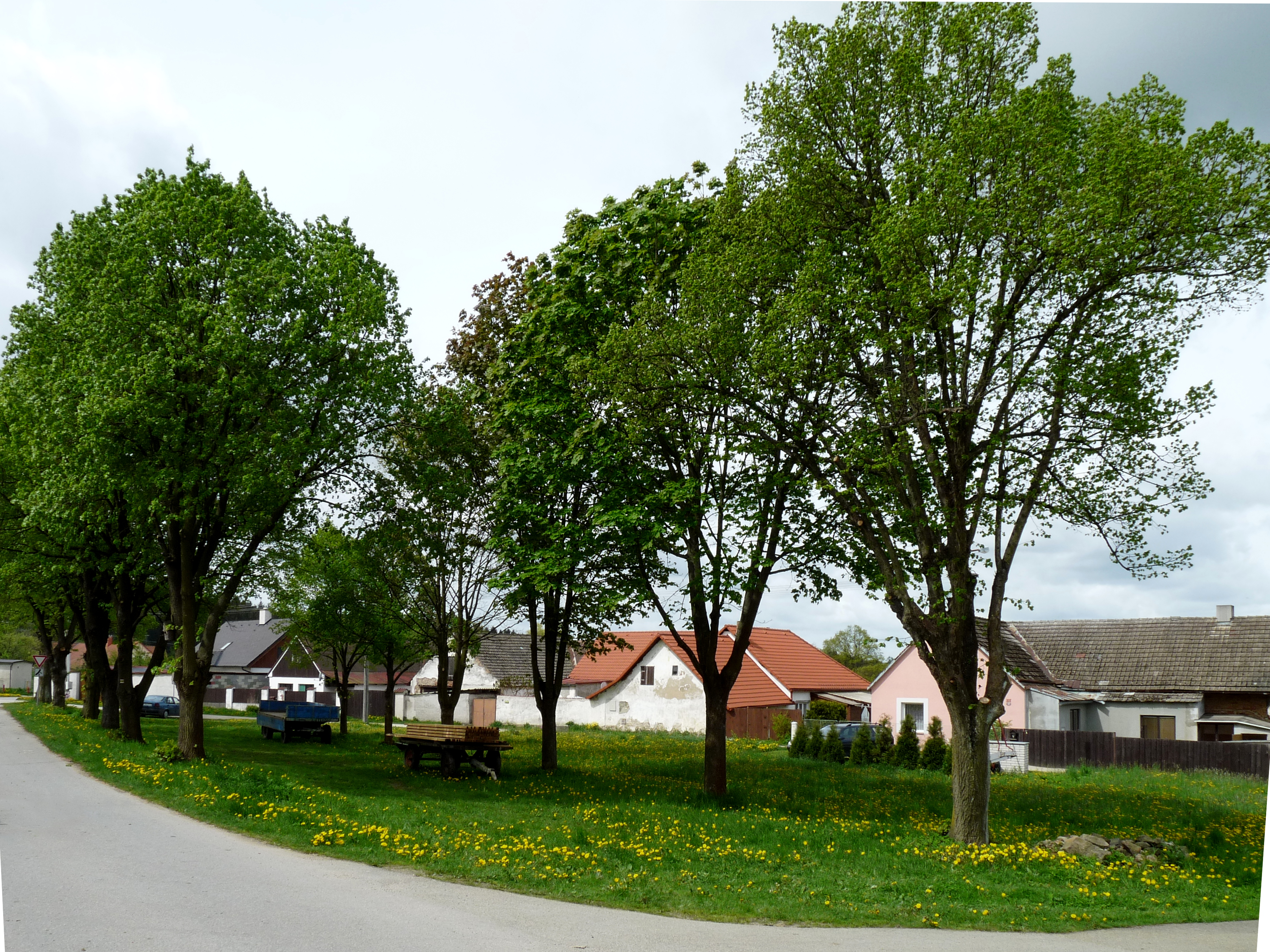
Hameau de Malý Jeníkov.
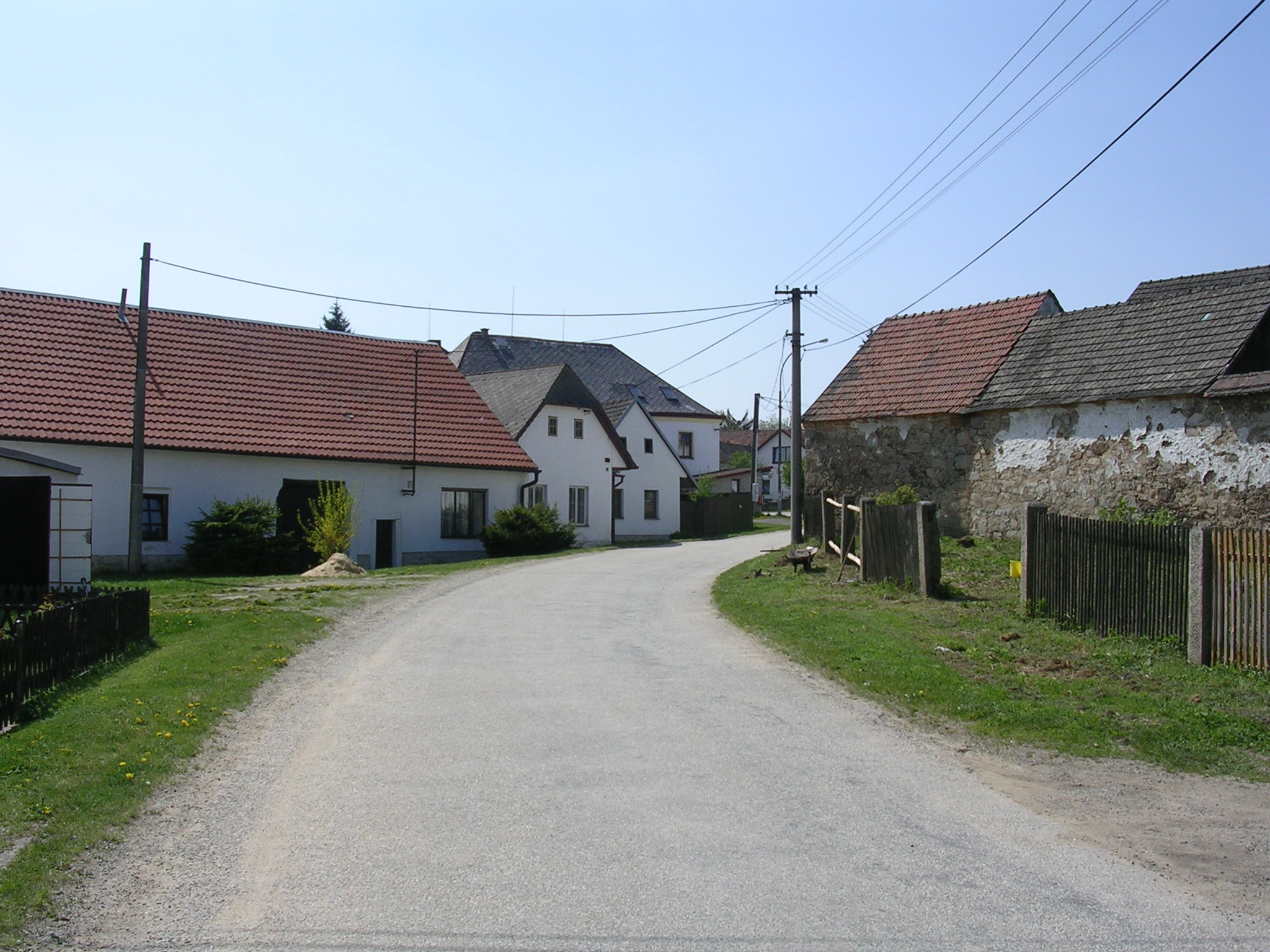
Hameau de Palupín.

## Administration
La commune se compose de cinq quartiers :
- Česká Olešná
- Leština
- Malý Jeníkov
- Palupín
- Strmilov

## Jumelage
- Trubschachen (Suisse)

## Source
- (cs) Cet article est partiellement ou en totalité issu de l’article de Wikipédia en tchèque intitulé « Strmilov » (voir la liste des auteurs).